# بيتر أنديرس
بيتر أنديرس (بالألمانية: Peter Anders)‏ هو مغني ومغني أوبرا ألماني، ولد في 1 يوليو 1908 في إسن في ألمانيا، وتوفي في 10 سبتمبر 1954 في هامبورغ في ألمانيا بسبب حادث مرور.

## وصلات خارجية
- بيتر أنديرس على موقع IMDb (الإنجليزية)
- بيتر أنديرس على موقع مونزينجر (الألمانية)
- بيتر أنديرس على موقع ميوزك برينز (الإنجليزية)
- بيتر أنديرس على موقع أول ميوزيك (الإنجليزية)
- بيتر أنديرس على موقع ديسكوغز (الإنجليزية)
- بيتر أنديرس على موقع كينوبويسك (الروسية)